# Friedrich Pfander
Friedrich Pfander (* 29. September 1908 in Halberstadt; † nach 1984) war ein deutscher Audiologe und Hochschullehrer, der bekannt wurde durch seine
Forschungen zum Knalltrauma.

## Leben und Werk
Friedrich Pfander stammte aus der preußischen Provinz Sachsen, studierte Medizin und promovierte 1933 an der Universität München zum Dr. med. Das Thema seiner Dissertation lautete Über Dermoide und Epidermoide des Mundbodens an Hand einer Einschlägigen Beobachtung (Epidermoidzyste des Mundbodens) aus der Chirurgischen Universitätsklinik München. 1950 habilitierte er sich an der Universität Göttingen. Der Titel seiner Habilschrift lautet Ultraschall und Ohr. Er wurde leitender Arzt der HNO-Abteilung des St. Joseph-Stifts in Bremen und außerplanmäßiger Professor für Medizin an der Universität Göttingen.

## Schriften (Auswahl)
- Über Dermoide und Epidermoide des Mundbodens an Hand einer Einschlägigen Beobachtung (Epidermoidzyste des Mundbodens) aus der Chirurgischen Universitätsklinik München. Würzburg 1933.
- Ultraschall und Ohr. Göttingen 1950.
- Das Knalltrauma. Analyse, Vorbeugung, Diagnose, Behandlung, Prognose und Begutachtung. Springer, Berlin, Heidelberg 1975.
- Untersuchungen mit dem Knallsimulator zur Entdeckung des akustisch empfindlichen Ohres mit zusammenfassender Betrachtung über die Reaktion des Hörorgans auf akustische Belastung. Bonn 1991.

## Ehrungen
- 1984: Bundesverdienstkreuz 1. Klasse